# Taoudenni
Taoudenni är en ort i Mali.   Den ligger i regionen Timbuktu, i den norra delen av landet, 1 200 km norr om huvudstaden Bamako. Taoudenni ligger 137 meter över havet och antalet invånare är 3 019.
Terrängen runt Taoudenni är huvudsakligen platt. Taoudenni ligger nere i en dal.  Trakten runt Taoudenni är nära nog obefolkad, med mindre än två invånare per kvadratkilometer. Det finns inga andra samhällen i närheten. Trakten runt Taoudenni är ofruktbar med lite eller ingen växtlighet.